# Qudula
Qudula (ryska: Кудула) är en ort i Azerbajdzjan.   Den ligger i distriktet Şəki Rayonu, i den centrala delen av landet, 250 km väster om huvudstaden Baku. Qudula ligger 238 meter över havet och antalet invånare är 870.
Terrängen runt Qudula är kuperad söderut, men norrut är den platt. Qudula ligger nere i en dal. Närmaste större samhälle är Sheki, 11,6 km öster om Qudula. 
Trakten runt Qudula består till största delen av jordbruksmark. Runt Qudula är det ganska glesbefolkat, med 38 invånare per kvadratkilometer.